# 蒲池鎮明
蒲池 鎮明（かまち しげあき、生没年不詳）は、江戸時代の武士。父は朽網宗壽、兄に朽網鎮武、弟に朽網宗常。
祖母蒲池徳子の生家の蒲池氏の名跡を継いだ父の跡を継ぎ、蒲池鎮明と名乗るが、筑後国では依然として龍造寺氏による蒲池氏一族に対する探索が続いていたため、柳川城の別名の舞鶴城にちなんで鶴鎮明と名のる（『筑後国史』）。福岡の鶴氏の祖。
鎮明の6代後が、徳川幕府最後の西国郡代となった旗本の窪田鎮勝（蒲池鎮克）。